# Anja Wehler-Schöck
Anja Wehler-Schöck (* 1978) ist eine deutsche Politikwissenschaftlerin und Journalistin.

## Werdegang
Wehler-Schöck studierte Politikwissenschaft an der Freien Universität Berlin, das Thema der 2004 fertiggestellten und 2007 veröffentlichten Diplomarbeit lautet Ehrenmorde in Jordanien. Ursachen und mögliche Gegenstrategien. Von 2012 bis 2017 leitete sie ein Büro der Friedrich-Ebert-Stiftung in Amman, das neben Jordanien auch für den Irak zuständig ist. 2017 wurde sie Sozialreferentin an der Deutschen Botschaft in Washington, in ihre Zuständigkeit fielen die Bereiche Gesundheitspolitik, Arbeitsmarkt und Migration. 2021 bis 2022 war sie Redaktionsleiterin des von der Friedrich-Ebert-Stiftung herausgegebenen IPG-Journals. Ab August 2022 baute sie bei der Tageszeitung Tagesspiegel das neue Ressort Internationale Politik auf, das sie bis Ende 2024 leitete. Seit 2025 gehört sie der Chefredaktion des Tagesspiegel an.
Wehler-Schöck ist Autorin und Herausgeberin von zahlreichen Publikationen der Friedrich-Ebert-Stiftung.

## Publikationen (Auswahl)
- Private Gewalt gegen Frauen aus der Perspektive des Völkerrechts. In: Beate Rudolf: Frauen und Völkerrecht: Zur Einwirkung von Frauenrechten und Fraueninteressen auf das Völkerrecht, Nomos Verlag, Baden-Baden 2006, S. 189–214, ISBN 978-3-8329-2008-1.
- Ehrenmorde in Jordanien. Ursachen und mögliche Gegenstrategien, Lang, Frankfurt am Main 2007, ISBN 978-3-631-55808-9.
- Gender Budgeting. Neue Perspektiven für die Gleichstellungspolitik (Friedrich-Ebert-Stiftung, Forum Politik und Gesellschaft), Berlin 2007, ISBN 978-3-89892-665-2.
- Willst du kriminell werden? Verschiedene Blicke auf das Thema Jugendkriminalität (Friedrich-Ebert-Stiftung, Forum Politik und Gesellschaft), Berlin 2009, ISBN 978-3-86872-219-2.
- Frust, Fragmentierung, Verunsicherung. Der Irak vor den Parlamentswahlen 2014, (Friedrich-Ebert-Stiftung, Internationale Politikanalyse), Berlin 2014.
- Ideen, Meinungen, Kontroversen. Die wichtigsten Debatten 2021, Dietz, Bonn 2022, ISBN 978-3-8012-0638-3.